# 島田喜蔵
島田 喜蔵（しまだ きぞう、旧字体：島田 喜藏、1856年（安政3年）3月15日 - 1948年（昭和23年）3月27日）は日本のカトリック教会の司祭。洗礼名は「トマス」。キリスト教禁教令下の江戸時代に五島列島で隠れキリシタンとして生まれ、司祭叙階後は九州各地のカトリック教会で布教にあたった。

## 生涯
島田は、迫害を逃れて大村藩から五島列島に移住した隠れキリシタン一家の末子として中通島北魚目村の江袋（現在の長崎県南松浦郡新上五島町）で生を受け、父・文作、母・自勢（ジセ）のもと、特に母から厳しい教育によりキリシタンとして育てられた。
1867年（慶応3年）頃、五島にカトリックの司祭が来ているという話が江袋のキリシタンたちにも伝わり、密かにクーザン司祭に会いに行って、島田も母に連れられて初めてミサにあずかった。その後、江袋のキリシタンたちは相次いでカトリックの洗礼を受け、彼も姉・千代のあとを追って長崎で受洗した。家族全員が受洗し、母は偽装のために使用した神棚を破壊した。このことが世間に知れ渡り迫害を受けたが、島田は母の助けにより難を逃れた。母から「神父（司祭）になるように」と言われた島田は、長崎の大浦天主堂横の司祭館に身を寄せて司祭になる勉強を始め、1868年（慶応4年）開始の
キリシタン検挙による迫害から久賀島のキリシタン古老宅への逃避を経て、再び大浦天主堂に避難。1869年（明治2年）、ドイツ汽船で香港に向かった。途中、髷を切り落とし神学生としての生活を送り、1870年（明治3年）12月、プティジャン司教がローマから帰日する際に同行し横浜に着いた。
1873年（明治6年）に禁教令が解かれ、島田をはじめ日本人神学生は本格的に東京麹町の堀端三番町、さらに神田猿楽町に移った神学校で神学を修め、島田は、1875年（明治8年）、長崎の大浦神学校に移る。1887年（明治20年）3月17日に司祭に叙階された。五島出身者では初めての司祭であった。故郷の江袋教会で初ミサを挙げ、その後は大分、高田、臼杵などへ布教して教会を開設した。1890年（明治23年）より鹿児島布教。1896年（明治29年）より高島小教区司牧。1899年（明治32年）より久留米地区に布教。1902年（明治35年）より五島の奈留島小教区司牧。1919年（大正8年）より五島の久賀島永里小教区司牧。1928年（昭和3年）五島の玉の浦井持小教区司牧。1936年（昭和11年）より長崎県大島の太田尾小教区司牧。1939年（昭和14年）より大浦天主堂にて静養。1944年（昭和19年）より五島の鯛ノ浦教会司牧。1948年（昭和23年）、最後の司牧地である鯛ノ浦教会で死去、同地に埋葬された。